# Cerodontha unguicornis
Cerodontha unguicornis är en tvåvingeart som beskrevs av Friedrich Georg Hendel 1932. Cerodontha unguicornis ingår i släktet Cerodontha och familjen minerarflugor. Inga underarter finns listade i Catalogue of Life.